# Dorothea Maria Lösch
Dorothea Maria Lösch, sedan Theslöf eller Theslef, född 1730, död 2 februari 1799, var en svensk officer som omskrivs som Sveriges första kvinnliga kapten i marinen. Hennes efternamn stavas även Losch och Läsch.

## Biografi
Dorothea Maria Lösch var dotter till guldsmeden Henrik Jakob Losch från Stockholm och Dorothea Maria Beyms. Hon gifte sig 1756 med dykinspektören vid Norra Dykeri-Compagniet Mårten Johan Thesleff, även stavat Theslöf eller Theslef. Tillsammans fick de sju barn, varav endast en dotter överlevde till vuxen ålder. Lösch var verksam som författare och gav 1765 ut den medicinska boken Beskrivning af et bepröfvat medel emot Kopp-ärr om hur man behandlar smittkoppor. Hon levde stora delar av sitt liv i Finland och blev 69 år gammal.
I Wilhelmina Stålbergs biografiska lexikon Anteckningar om svenska quinnor från 1864 omskrivs Lösch som Sveriges första kvinnliga sjökapten. Det står:

| ” | Bland qvinnor som utmärkt sig för mod och tapperhet intager fru Theslöf ett framstående rum. I det större, afgörande sjöslaget vid Svensksund den 9 juli 1790 kommenderade hon skeppet "Armida", sedan alla officerarne derpå dels stupat, dels sårats, dels beordrats till andra fartyg. För denna hjeltebragd fick hon af konung Gustaf III såsom belöning en fullmakt att vara kapten vid svenska flottan. Fullmakten lärer ännu finnas i behåll. | „ |

Inga andra dokument kring denna händelse, eller skeppet Armida är kända och inte heller har kaptensfullmakten återfunnits varför det är omöjligt att med säkerhet bekräfta Stålbergs påståenden. I Dorothea Maria Lösch dödsruna i Dagligt allehanda den 25 februari 1799 stod det dock följande:
| ” | Högädle fru capitainskan wid Arméens Flottas Expedition wid Swensksund med Kongl. Fullmagt... | „ |